# Progenie
Progenie (zu altgriechisch προγένειος progéneios „mit vorstehendem Kinn“) bezeichnet eine Kieferfehlstellung (Dysgnathie), die durch einen umgekehrten Überbiss der Schneidezähne (frontaler Kreuzbiss) als Leitsymptom charakterisiert ist. Der frontale Kreuzbiss wird meist durch ein Missverhältnis der Lagebeziehung des Oberkiefers zum Unterkiefer verursacht (es sind auch reine Fehlstellungen der oberen und unteren Schneidezähne zu berücksichtigen). Man unterscheidet die echte Progenie (mandibuläre Prognathie), gekennzeichnet durch eine Unterkieferüberentwicklung, von der unechten Progenie oder Pseudo-Progenie, die sich durch eine Unterentwicklung des Oberkiefers/Mittelgesichtes (maxilläre Retrognathie) auszeichnet. Es können auch Kombinationen aus beiden Formen auftreten.

## Ursachen

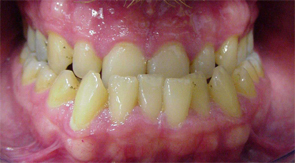

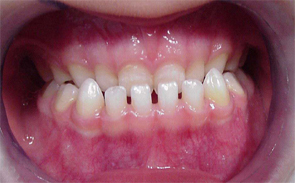

Die Auslöser sind meist multifaktoriell. Die Vererbung (Genetik) spielt jedoch eine große Rolle, da die Progenie dominant vererbt wird. Aber auch funktionelle Störungen wie Zungenfehlfunktionen (Dyskinesien) oder morphologische Abweichungen wie eine vergrößerte Zunge, eine behinderte Nasenatmung und damit verbundene Mundatmung können dazu führen, dass Entwicklungsreize für das Oberkieferwachstum fehlen. Einen Sonderfall bilden Lippen-Kiefer-Gaumenspalten, die, durch die Narbenzüge bedingt, zu Wachstumshemmungen im Oberkiefer führen.
Die Bilder rechts zeigen eine vererbte (hereditäre) Progenie in einer Familie. Der Vater hat die Dysgnathie an die Tochter (im Bild 4 Jahre alt) dominant vererbt.
Die Progenie ist – als Ursache für die Habsburger Unterlippe – eines der Merkmale des „Habsburger Gesichtstyps“, der mindestens von 1440 bis 1705 Teil des dominanten Familienerbguts war.

## Erscheinungsbild

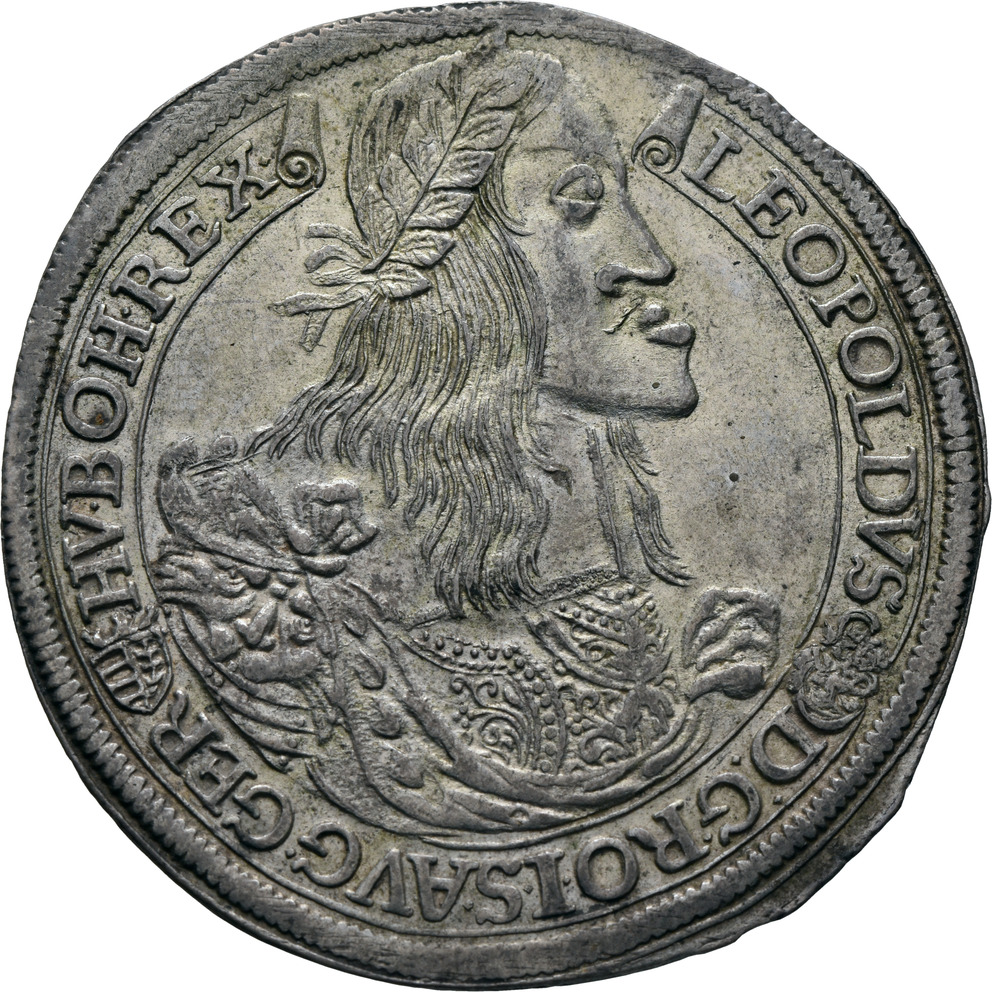
Der Banderolentaler Leopolds I. zeigt die erbliche Überentwicklung des Unterkiefers des Kaisers deutlicher als in seinen Gemälden.

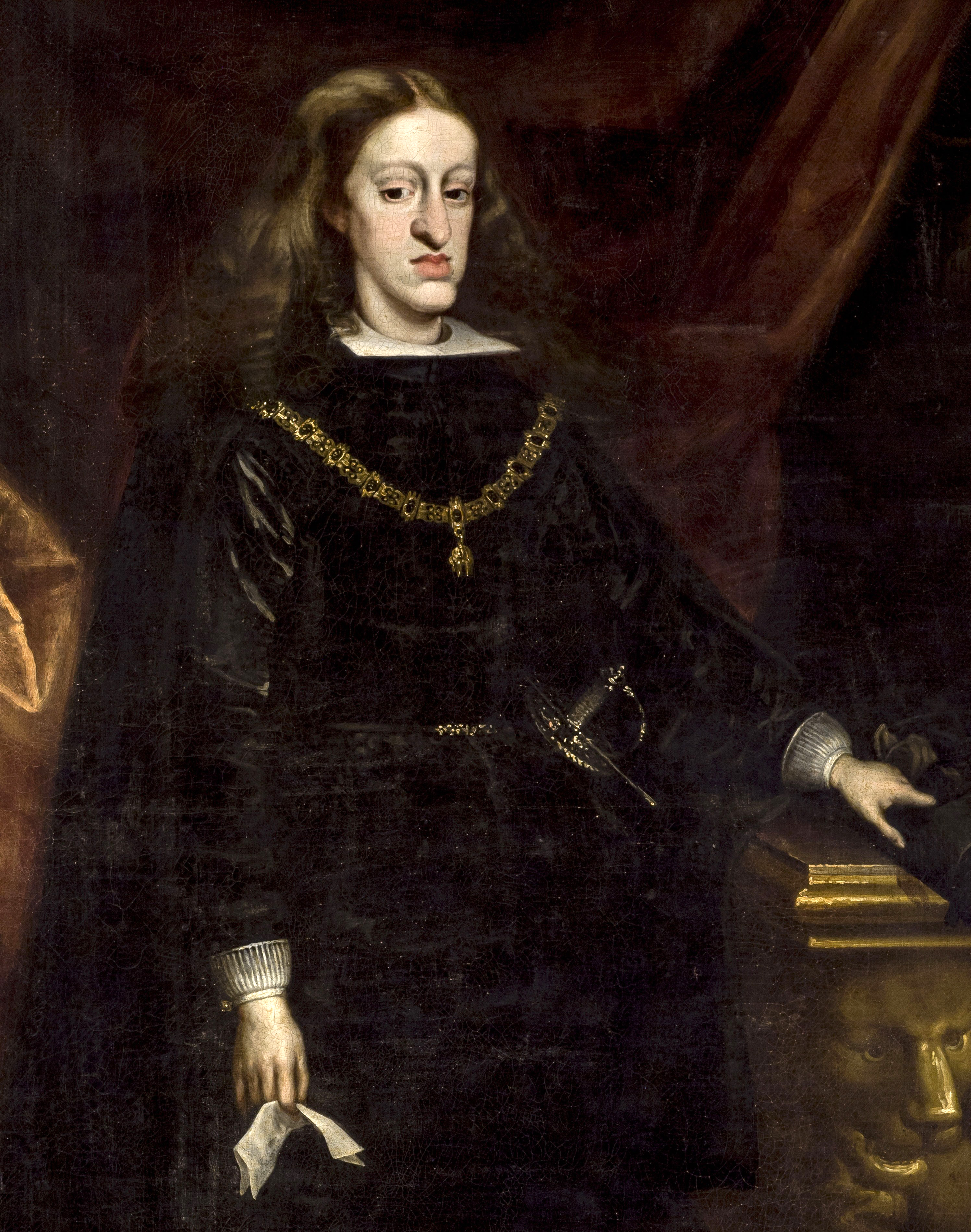
König Karl II. von Spanien hatte eine Progenie

Während bei der echten Progenie äußerlich ein vorstehendes Kinn, ein vorverlagerter Unterkiefer mit kräftiger Unterlippe (positive Lippentreppe) erkennbar sind, ist die unechte Progenie durch ein abgeflachtes Mittelgesicht und eine eingefallene Oberlippe gekennzeichnet. Im Mund ist die Progenie häufig durch einen schmal ausgebildeten Oberkiefer und einen breiten Unterkiefer charakterisiert. Im Oberkiefer kommt es zum ausgeprägten Platzmangel, während im Unterkiefer teilweise Lücken aufgrund eines Platzüberschusses zu beobachten sind. Die Zungenruhelage ist bei den betroffenen Personen meist unten und nach vorne. Häufig weisen sie auch eine Mundatmung auf. In der Okklusion zeigt sich der so genannte Mesialbiss. Nicht selten findet man nicht nur einen umgekehrten frontalen Überbiss, sondern eine vollständige Umfassung des Oberkiefers durch den Unterkiefer.
In einer Röntgen-Übersichtsaufnahme (Orthopantomogramm) der Zähne fallen die enge Zahnkeimlage im Oberkiefer und die weite Keimlage im Unterkiefer, insbesondere im Bereich der 2. Prämolaren- und Weisheitszahnkeime, auf. Die Fernröntgenseitenaufnahme des Schädels stellt die Fehlrelation von Ober- und Unterkieferbasis sowie die eventuelle Schneidezahnfehlstellung eindrucksvoll dar.

## Behandlung
Ein früher Behandlungsbeginn mit Steuerung des Wachstums fördert den kieferorthopädischen Therapieerfolg. Eine sorgfältige Diagnostik ist für die Wahl des Behandlungsgerätes unabdingbar. Aufgaben der Behandlung sind unter anderem die Entwicklung der Oberkieferbasis mit Behebung des Platzmangels, Halten des Unterkiefers, das Überstellen des Kreuzbisses frontal und seitlich, Erreichen der Neutralverzahnung im Seitenzahngebiet und Einstellen der korrekten Frontzahnstellung. Es kommen herausnehmbare oder festsitzende Apparaturen (Multibracketsysteme) zum Einsatz. Bewährt hat sich bei frühem Behandlungsbeginn der Einsatz des Funktionsreglers nach Fränkel (FR III), bei dem durch Zug auf die Schleimhaut das knöcherne Wachstum im Oberkiefer stimuliert wird. Beim Verwenden des umgekehrten Headgears nach Delaire („Delairemaske“) wird häufig die Kombination mit einer Gaumennahterweiterungsapparatur zur starken transversalen Dehnung des Oberkiefers angewandt.
Kieferorthopäden, die einen ganzheitlichen Therapieansatz haben, verzichten meist auf Behandlungsgeräte wie die Delairemaske oder die Gaumennahterweiterungsapparatur, die den Einsatz von starken Kräften erfordern.
Die kieferorthopädische Behandlung muss über das pubertäre Wachstumsmaximum hinaus erfolgen, um ein unkontrolliertes Wachstum zu vermeiden und eine langzeitstabile normgerechte Okklusion zu erreichen.
Ist das Wachstum kieferorthopädisch nicht ausreichend beeinflussbar, kann nach Abschluss des Wachstums (ca. 18. Lebensjahr) eine kombinierte Behandlung in Zusammenarbeit von Kieferorthopädie und Kieferchirurgie erforderlich werden.